# Anna Stürgkh

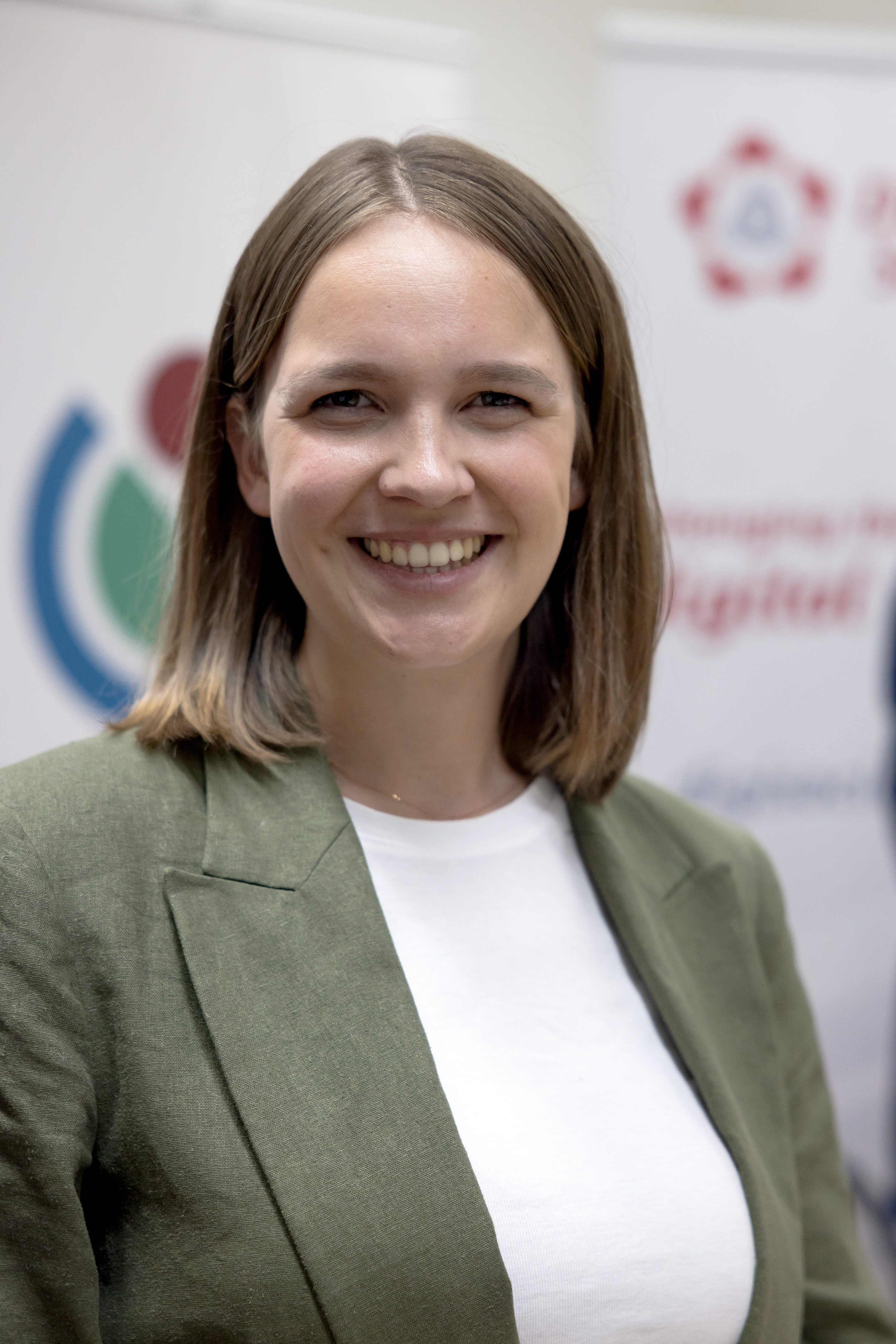
Anna Stürgkh (2024)

Anna Stürgkh (* 2. April 1994) ist eine österreichische Politikerin (NEOS). Von 2019 bis 2022 war sie Bundesvorsitzende der JUNOS. Seit dem 16. Juli 2024 ist sie Mitglied des Europäischen Parlaments.

## Ausbildung
Von 2013 bis 2016 studierte sie am Magdalene College der University of Cambridge Geschichte. 2015 machte sie ein Auslandssemester an der Harvard University. Nach dem Bachelor-Abschluss in Cambridge absolvierte sie einen Masterlehrgang an der Diplomatischen Akademie in Wien.

## Politik
Anna Stürgkh ist als Mitglied der ehemals adeligen Familie Stürgkh mit den Politikern Barthold Stürgkh und Karl Stürgkh verwandt. Von 2019 bis 2022 war sie Bundesvorsitzende der Junge liberale NEOS. Sie war parlamentarische Mitarbeiterin von Nikolaus Scherak und ist seit 2020 Bezirksrätin in der Bezirksvertretung in Wieden. Auf der NEOS Mitgliederversammlung im Jänner 2024 wurde sie auf den zweiten Platz der NEOS EU-Wahlliste gewählt. Im Zuge der Wahl zum Europäischen Parlament am 9. Juni 2024 erlangte sie mit 7.752 Vorzugsstimmen das zweite Mandat für NEOS, nach dem Erstplatzierten Helmut Brandstätter.

## Positionen
Stürgkh tritt für eine Weiterentwicklung der Neutralität ein und für Vereinigte Staaten von Europa. Beim Thema Umweltrechte kritisiert sie symbolische Maßnahmen, Halbwahrheiten ohne umfassende Ansätze.